# Хотиза
Хотиза (словен. Hotiza) — поселення в общині Лендава, Помурський регіон, Словенія. Висота над рівнем моря: 165 м.